# FK Železiarne Podbrezová
FK Železiarne Podbrezová (słow. Futbalový klub Železiarní Podbrezová) – słowacki klub piłkarski z siedzibą w mieście Podbrezová.

## Historia
Chronologia nazw:
- 1920: RTJ Podbrezová
- 1933: SK Podbrezová
- 2006: ŽP Šport Podbrezová
- 2017: FK Železiarne Podbrezová

Klub został założony w 1920 roku jako RTJ Podbrezová. W 1933 roku po fuzji z FK Horná Lehota klub został przemianowany na SK Podbrezová. Potem zmienił nazwę na ŽP Šport Podbrezová. Na początku swego istnienia zespół występował w niższych ligach regionalnych. W sezonie 1998 zdobył awans do drugiej ligi. Rozgrywki sezonu 2009/10 klub nie dokończył i był zdyskwalifikowany z drugiej ligi. W sezonie 2011/12 powrócił do drugiej ligi. W sezonie 2013/14 zespół zdobył mistrzostwo i wygrał historyczny awans do pierwszej ligi. W 2017 klub zmienił nazwę na FK Železiarne Podbrezová.

## Sukcesy

### Trofea krajowe
| \| \| Zdobyte trofea w rozgrywkach Słowacji (stan na: 31-05-2014) \| |                                                             |      |                  |
| Rozgrywki                                                            | Osiągnięcie                                                 | Razy | Sezon(y)         |
| Mistrzostwo                                                          | I miejsce                                                   | 0    |                  |
| Mistrzostwo                                                          | II miejsce                                                  | 0    |                  |
| Mistrzostwo                                                          | III miejsce                                                 | 0    |                  |
| Mistrzostwo                                                          | V miejsce                                                   | 1    | 2017             |
| Puchar                                                               | zdobywca                                                    | 0    |                  |
| Puchar                                                               | finalista                                                   | 0    |                  |
| Puchar                                                               | półfinalista                                                | 1    | 2001             |
| II liga                                                              | I miejsce                                                   | 1    | 2014             |
| II liga                                                              | II miejsce                                                  | 3    | 2008, 2012, 2013 |
| II liga                                                              | III miejsce                                                 | 3    | 2000, 2001, 2009 |
| Słowacja                                                             | Zdobyte trofea w rozgrywkach Słowacji (stan na: 31-05-2014) |      |                  |

## Stadion
Klub rozgrywa swoje mecze domowe na stadionie ZELPO Aréna w Podbrezovie, który może pomieścić 6,500 widzów.

## Piłkarze

### Obecny skład
Stan na 3 lipca 2025
| Nr | Poz. | Piłkarz                |
| -- | ---- | ---------------------- |
| 3  | OB   | Filip Mielke           |
| 4  | OB   | Matej Oravec (kapitan) |
| 7  | NA   | Roland Galčík          |
| 8  | PO   | Ondřej Deml            |
| 9  | NA   | Daniel Smékal          |
| 11 | NA   | Jorge Velasco          |
| 13 | PO   | Vincent Chyla          |
| 14 | OB   | Matej Grešák           |
| 15 | PO   | René Paraj             |
| 17 | NA   | Peter Juritka          |
| 18 | OB   | Alex Marković          |
| 20 | OB   | Peter Kovacik          |

| Nr | Poz. | Piłkarz           |
| -- | ---- | ----------------- |
| 24 | OB   | Kristián Koštrna  |
| 25 | PO   | Šimon Faško       |
| 26 | PO   | Samuel Stefanik   |
| 28 | BR   | Adam Danko        |
| 37 | OB   | Jakub Luka        |
| 44 | PO   | Andriy Havrylenko |
| 80 | PO   | Kevor Palumets    |
| 91 | BR   | Pavol Bajza       |
| 95 | BR   | Matej Juricka     |
| 99 | NA   | Lionel Abate      |
|    | NA   | Matúš Marcin      |
|    | OB   | Branislav Niňaj   |